# Ben-Hur (1925)
Ben-Hur, ook bekend als Ben-Hur: A Tale of the Christ, is een Amerikaanse stomme film uit 1925, geregisseerd door Fred Niblo en Charles Brabin. Het is de tweede verfilming van Lew Wallace’ roman Ben-Hur. De film was de eerste grote film van het nieuwe bedrijf Metro-Goldwyn-Mayer.
In 1997 werd de film geselecteerd voor bewaring in het Amerikaanse National Film Registry door de Library of Congress.

## Verhaal
Ben-Hur is een rijke Jood, en oude vriend van de machtige Romeinse centurion Messala. Hun oude vriendschap is echter zwaar in verval geraakt omdat Messala inmiddels corrupt en arrogant is. Wanneer Ben-Hur als gevolg van een ongeluk wordt gearresteerd, laat Messala hem afvoeren naar de galeien. Zijn familie wordt opgesloten in de gevangenis.
Ben-Hur wordt als slaaf tewerkgesteld op een Romeins oorlogsschip. Op weg naar dit schip komt hij onbewust Jezus tegen, die hem wat water aanbiedt. Eenmaal aan boord van het schip trekt hij de aandacht van de Romeinse admiraal Quintus Arrius. Onder de indruk van Ben-Hurs kracht en houding staat hij toe dat Ben-Hur in tegenstelling tot de andere slaven niet wordt vastgeketend in het schip. Dit blijkt zijn redding wanneer het schip in een zeeslag wordt geramd en zinkt. Ben-Hur redt hierbij Arrius van de verdrinkingsdood.
Arrius neemt Ben-Hur mee naar Rome, en behandelt hem als zijn zoon. In de jaren erop wordt Ben-Hur een succesvol wagenrenner. Tijdens een van zijn wedstrijden moet hij het opnemen tegen niemand minder dan Messala. Ben-Hur wint.
Ben-Hur wordt uiteindelijk herenigd met zijn moeder en zus, die in de gevangenis lepra hebben opgelopen. Ze worden op wonderbaarlijke wijze genezen door Jezus.

## Rolverdeling
| Acteur             | Personage                         |
| ------------------ | --------------------------------- |
| Ramón Novarro      | Judah Ben-Hur                     |
| Francis X. Bushman | Messala                           |
| May McAvoy         | Esther                            |
| Betty Bronson      | Maria                             |
| Claire McDowell    | Prinses van Hur (Ben Hurs moeder) |
| Kathleen Key       | Tirzah                            |
| Carmel Myers       | Iras                              |
| Nigel De Brulier   | Simonides                         |
| Mitchell Lewis     | Sjeik Ilderim                     |
| Leo White          | Sanballat                         |
| Frank Currier      | Quintus Arrius                    |
| Charles Belcher    | Balthazar                         |
| Dale Fuller        | Amrah                             |
| Winter Hall        | Jozef                             |
| Claude Payton      | Jezus Christus (onvermeld)        |

Tijdens onder andere de strijdwagenscène werden een groot aantal figuranten ingezet, waaronder:
- Reginald Barker
- John Barrymore
- Lionel Barrymore
- Clarence Brown
- Gary Cooper
- Joan Crawford
- Marion Davies
- Douglas Fairbanks
- George Fitzmaurice
- Sidney Franklin
- Clark Gable
- Janet Gaynor
- John Gilbert
- Dorothy Gish
- Lillian Gish
- Samuel Goldwyn
- Sid Grauman
- Joyzelle Joyner
- Rupert Julian
- Henry King
- Harold Lloyd
- Carole Lombard
- Myrna Loy
- Colleen Moore
- Mary Pickford
- Fay Wray

## Achtergrond

### Productie
Met een budget tussen de vier en zes miljoen dollar is Ben-Hur de duurste stomme film ooit gemaakt.
Ben-Hur was voordat de film verscheen al een groot succes als roman en als toneelstuk. In 1922, twee jaar na de laatste opvoering van het toneelstuk, verkreeg de Goldwyn Company de filmrechten op Ben-Hur. De producer van het toneelstuk, Abraham Erlanger, vroeg een hoge prijs voor deze rechten.
De opnames begonnen in Italië in 1923, en duurden in totaal twee jaar. Dit vanwege de lastige scènes en een aantal ongelukken op de set. De opnames werden voltooid in Hollywood. Tijdens de productie stapte de originele regisseur op, en werden een aantal acteurs vervangen zodat sommige scènes opnieuw moesten worden gefilmd. Dit zorgde mede voor de hoge productiekosten.
De film werd groots aangeprezen, met onder andere leuzen "de film die elke christen gezien moet hebben!" De film bracht uiteindelijk negen miljoen dollar op, maar vanwege de hoge productiekosten en de deal die gemaakt was met Erlanger over de verdeling van de opbrengst maakten dat MGM verlies draaide op de film.
De opnames van de wagenracescène verliepen moeizaam, vooral doordat Meyer vond dat de wagenrenners te langzaam en voorzichtig bewogen. Daarom besloot hij er een echte race van te maken, met 100 dollar prijzengeld voor de winnaar. Bij de opnames vond een zware crash plaats, die ook in de film is verwerkt. Dit ongeluk plus een ander fataal ongeluk maakten dat de regels over filmen en veiligheid op een filmset flink werden aangescherpt. In totaal werd er 60 960 meter aan film gefilmd voor de wagenracescène, wat na de montage werd teruggebracht naar 229 meter. De scène diende onder andere als basis voor dezelfde scène uit de verfilming uit 1959.
In 1931 werden er muziek en geluidseffecten toegevoegd aan de film. De muziek werd gecomponeerd door William Axt en David Mendoza.

### Herstel
De film onderging in de loop der jaren meerdere veranderingen. Zo werden de technicolorscènes vervangen door zwart-witscènes. De originele scènes werden lange tijd als verloren beschouwd, tot ze door Turner Entertainment in de jaren 80 in een Tsjechisch filmarchief werden teruggevonden. 
De versie van de film die nu in omloop is, is de door Turner herstelde versie. Deze is weer zoals bij de originele première in 1925.